# Callopistria carnepicta
Callopistria carnepicta là một loài bướm đêm trong họ Noctuidae.